# السندباد البحري
السِّندباد أو السِّندباد البحري هو شخصية أسطورية من شخصيات ألف ليلة وليلة وهو بحار من بغداد. عاش في فترة الخلافة العباسية، ويقال إن السندباد الحقيقي تاجر بغدادي مقيم في عُمان. تعدّ حكاية السندباد البحري واحدة من أشهر حكايات ألف ليلة وليلة. زار السندباد الكثير من الأماكن السحرية والتقى بالكثير من الوحوش أثناء إبحاره في سواحل أفريقيا الشرقية وجنوب آسيا. وقد قام بـ7 سفرات لقي فيها المصاعب والأهوال واستطاع النجاة منها بصعوبة.

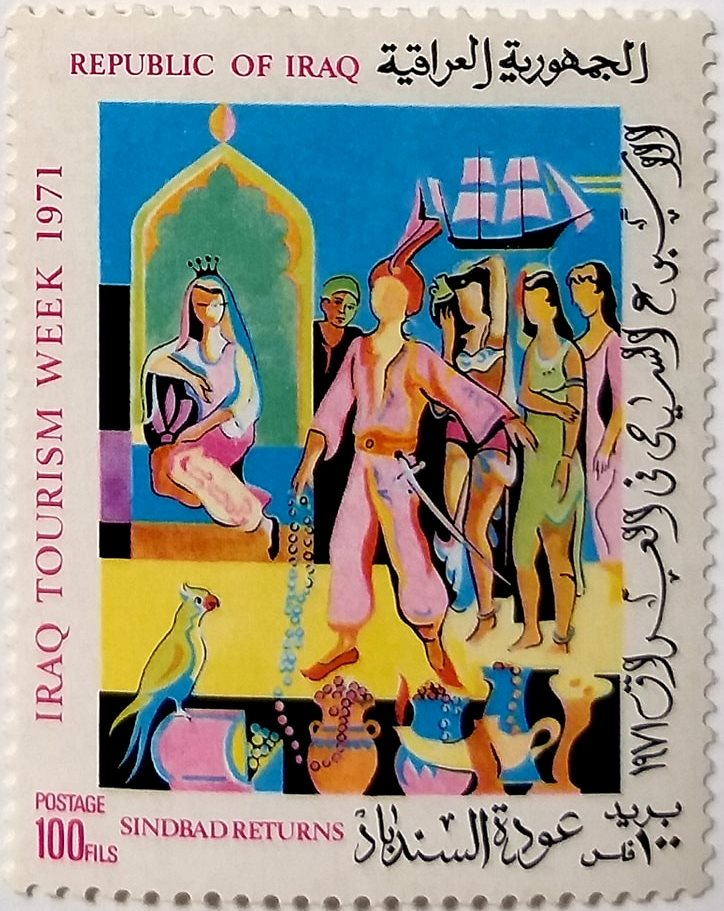
طابع بريدي عراقي فئة 100 فلس صدر عام 1971 يصور لحظة "عودة سندباد"، صدر للترويج للأسبوع السياحي في العراق

## الأصول والمصادر
حكايات السندباد هي إضافة متأخرة نسبيًا إلى ألف ليلة وليلة - فهي لا تظهر في أقدم مخطوطة والتي تعود إلى القرن الرابع عشر- وتظهر بصورة مستقلة في القرنين السابع عشر والثامن عشر. تشمل الأعمال التي تأثرت بها حكايات السندباد ملاحم هوميروس (المعروفة منذ زمن طويل في العالم العربي، بعد أن تُرجمت إلى العربية في القرن الثامن الميلادي، في بلاط الخليفة المهدي)، وقصة الإسكندر التي تعود إلى أواخر القرن الثالث أو أوائل القرن الرابع الميلادي والتي تظهر في كتاب الحيوان للجاحظ، وكذلك حكاية الملاح التائه المصرية القديمة. تشمل المصادر اللاحقة بعض الأعمال العباسية والتي صورت تجارب البحارة العرب الذين أبحروا في المحيط الهندي في القرن الثالث عشر.
تدور أحداث حكايات السندباد في عهد الخليفة العباسي هارون الرشيد (786-809). ضُمنت حكايات السندباد في الترجمة الأوروبية الأولى لألف ليلة وليلة، "Les mille et une nuits, contes arabes traduits en français"، والتي ظهرت طبعة إنجليزية منها عام 1711 باسم "The new Arabian winter nights entertainment" وكانت إصدارات عديدة طوال القرن الثامن عشر.

## رحلات السندباد السبع

### الرحلة الأولى (الجزيرة المتحركة والخيول البحرية)
وكانت حيث سافر مع بعض التجار واستراحوا في جزيرة أعجبتهم وأشعلوا نارا ليتناولوا طعامهم ولم يدركوا أن هذه الجزيرة هي ظهر حوت حتى صاح بهم الربان وأخبرهم بأنها ستغوص بهم لأنها أحست بحرارة النار. وأسرع الركاب في الصعود إلى السفينة فمنهم من استطاع النجاة ومنهم من غرق في البحر وكان السندباد ممن لم يستطع الوصول إلى السفينة ولكنه استطاع النجاة عندما تعلق بقطعة خشب. وكان الربان قد غادر بالسفينة ولم يلتفت إلى الذين غرقوا في البحر.

### الرحلة الثانية (وادي الألماس)

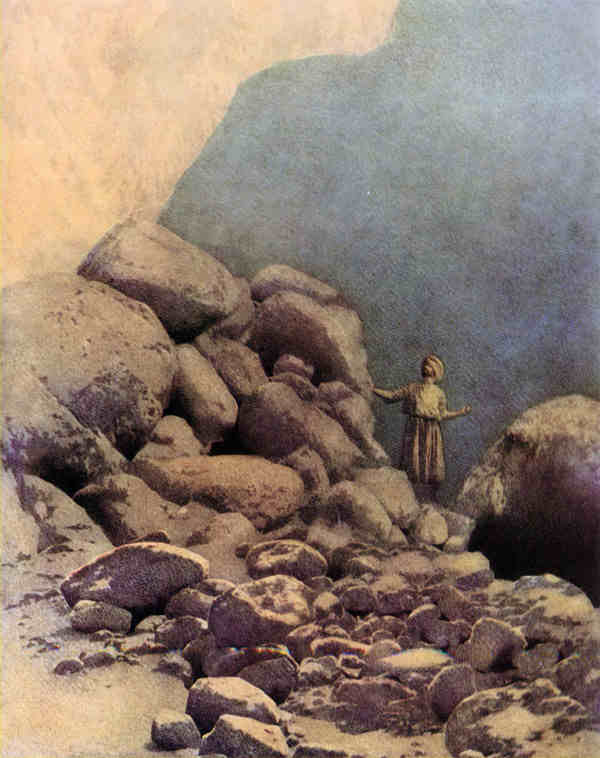
السندباد في وادي الألماس.

عندما ترك طاقم السفينة سندباد سهوا في جزيرة ليس فيها أحد من البشر بدأ يتجول فيها إلى أن رأى قبة كبيرة، وعندما اقترب منها تبين له أنها بيضة طائر الرخ الكبير، ففكر السندباد بأن يربط نفسه بساق الطائر عندما يعود لعله يصل إلى جزيرة أخرى، وعندما نفَّذ فكرته وصل إلى وادٍ كبير وعميق مليء بالحيات ثم اكتشف أن وادٍ به ألماس وجواهر فجمعه. وبينما هو في الوادي فوجئ بذبيحة سقطت من الأعلى فأسرع وربط نفسه بها إلى أن جاء الطائر وأخذها فوق الوادي وأراد أن ينهشها فأسرع بالذين ألقوها إليه وطردوه وجاءوا ليجمعوا الألماس الذي التصق بالذبيحة فلم يجدوا شيئا وإنما وجدوا السندباد فتعجبوا منه وخافوا فهدأهم وأخبرهم بحكايته وأعطاهم بعض الذي التقطه من الألماس ثم سار ينظر معهم على الجزيرة ويتنقلون من مدينة إلى مدينة إلى أن وصل إلى مدينة البصرة.

### الرحلة الثالثة (الغول الأسود)

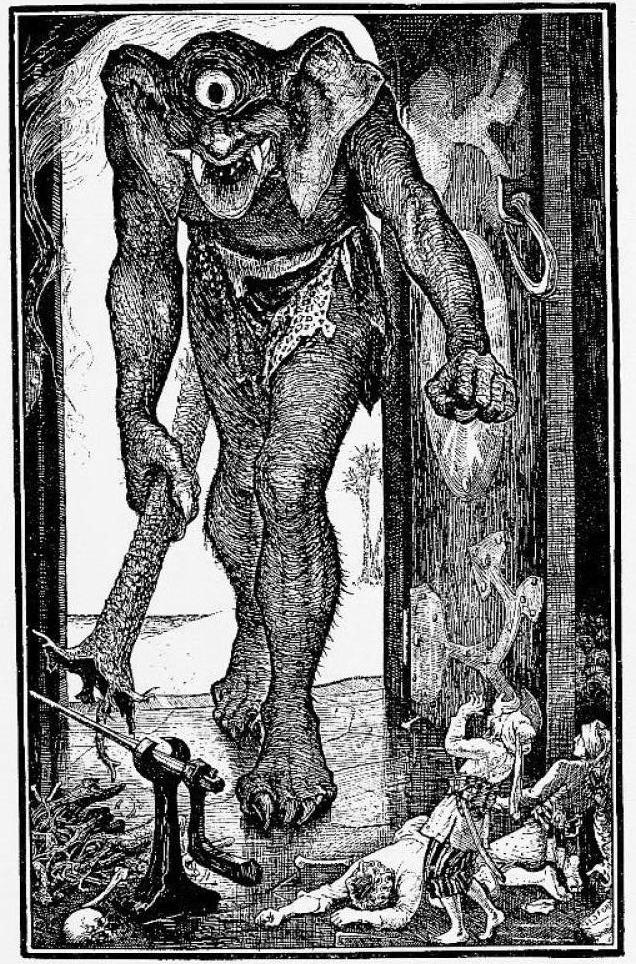
الغول في الرحلة الثالثة، بواسطة هنري فورد.

غادر السندباد بغداد إلى البصرة فركب بعض الركاب وسافر معهم وسارت بهم المركب من بحر إلى بحر ومن جزيرة إلى أخرى إلى أن أعلمهم القبطان أنهم وصلوا إلى جبل القرود. فاجتمع عدد كبير منهم وأحاطوا بهم وأخذوا سفينتهم ومتاعهم وتركوهم على اليابسة.
ثم دخل السندباد ورفاقه بيتا في وسط الجزيرة وناموا فيها إلى أن دخل عليهم شخص عظيم الخلقة في صفة إنسان أسود وطويل فأمسك واحداً منهم وصار يقلبه ثم تركه وأخذ آخر وهكذا إلى أن أعجبه واحد فذبحه وأكله فارتعب السندباد ورفاقه وقالوا لو غرقنا أو قتلتنا القردة لكان أفضل من هذه القتلة. ثم إنهم فكروا في حل لهذه المشكلة واستطاعوا أن يطمسوا عيناه ويهربوا بفلك صنعوه ولكنه أحضر أنثى مثله وصاروا يرجمونهم بالحجارة إلى أن مات أكثرهم وبقي مع السندباد شخصان فوصلوا إلى جزيرة فناموا وبعد أن استيقظوا وجدوا ثعبانا ضخما فابتلع واحدا منهم وراح إلى حال سبيله ثم عاد إليهم وأكل الشخص الآخر الذي مع السندباد.
واستطاع السندباد أن يفلت من الثعبان عندما لف حوله الخشب فلم يستطع الثعبان أن يأكله فسار السندباد إلى آخر الجزيرة فلمح مركبا فأشار إليه فأخذوه معهم وكانت هذه السفينة هي التي تركها في السفرة الثانية فعاد بها إلى بغداد.

### الرحلة الرابعة (الوليمة الغريبة)
رافق سندباد أحد التجار في رحلة بحرية. وفي أثناء إبحارهم ضلوا الطريق ولطمتهم عاصفة هوجاء وألقت بهم في جزيرة صغيرة. اتجه نحوهم رجال وحملوهم إلى ملكهم. قدم الملك لسندباد ورفاقه مائدة طعام. بدأوا بالأكل ولكن لاحظ سندباد أن الطعام يبدو غريبًا وأن الملك لا يأكل منه، مما دفعه للتوقف والتظاهر بتناوله. مرت الأيام وسندباد يتظاهر وأصدقاءه يأكلون بشراهه حتى أصبحوا ممتلئين ويتصرفون بغرابة وحماقة. بدأ جسد سندباد بالنحول أكثر. فكر سندباد بالهروب والاختباء في الغابة وأخذ يأكل حشائش الأرض للبقاء على قيد الحياة حتى اقتربت سفينة فلوّح لها وعاد إلى وطنه.

### الرحلة الخامسة (شيخ البحر)
في هذه الرحلة وصل السندباد البحري إلى جزيرة مجهولة، عثر فيها الرجال على بيضة رخ، ثم هاجمت أنثى الرخ الرجال فهربوا تجاه السفينة وألقت بصخرتها فنزلت بمؤخرة السفينة فكسرتها، ومالت السفينة ثم انقلبت، فغرق العديد من الرجال، لكنه استطاع التشبث بلوح خشبي ووصل إلى جزيرة جميلة فيها شيخ كبير.
طلب الشخ من السندباد حمله على أكتافه مدعياً الوهن. حمله السندباد ، لكن الشيخ رفض النزول ،واستعمل معه القسوة. إلى أن استطاع السندباد التحايل عليه بالخمر، فأسكره وقتله يوماً. فجمع بعدها جوز الهند وعاد بسفينة إلى البصرة، وكان كلما مرت السفينة على جزر كثيرة، ورست في إحدى الموانئ يبيع ويقايض بما معه من جوز الهند. ثم مرر على مغاص اللؤلؤ. فأعطى الغواصين شيئاً مما معه من الهند وقال لهم: غوصوا غوصة من حظي ونصيبي. فغاصوا وطلعوا ومعهم شيء كثير من اللؤلؤ الغالي.

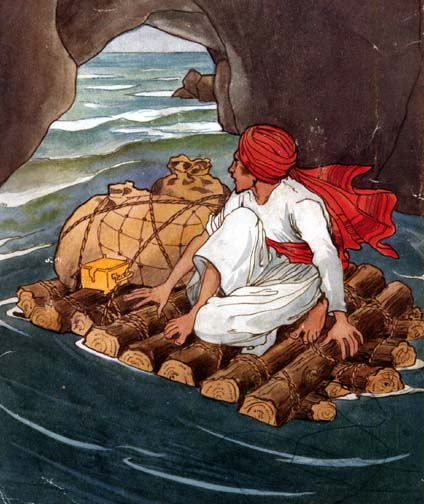
السندباد خلال الرحلة البحرية السادسة

### الرحلة السادسة (مقبرة الافيال)
بعد أن يغادر سندباد من تلك الرحلة وهو في طريقه إلى بغداد يهاجم سندباد ومن معه القراصنةَ، يأخذ القراصنة السفينة التي كان سندباد يركب على متنها إلى جزيرة كثيفة الغابات يقوم القراصنة ببيع سندباد ومن معه إلى ملك الجزيرة يجمع ملك الجزيرة سندباد وربان السفينة ومن معهما ويعلمهم بأنهم قد أصبحوا خداما له وأنهم يجب عليهم اصطياد الفيلة لكي يحصل على أكبر كمية من عاج الفيلة وإن لم يفعلوا ذلك فإنه سوف يعاقبهم بشدة لم يستطع الجميع فعل ذلك ولكن سندباد طلب من ملك الجزيرة أن يذهب لوحده ليصطاد الفيلة بشرط أن يترك الربان ومن معه وان لا يؤذيهم ابدا فوافق الملك وذهب سندباد إلى الغابة وفي يده قوس وسهم فوجد فيلا فأطلق عليه السهم حتى أصيب الفيل في قدمه أحس سندباد بالندم على ما فعله فذهب إلى الفيل وربط الجرح بورقة شجرة موز فحمل الفيل سندباد على ظهره وأخذه إلى كهف كبير فوجد سندباد كمية كبيرة من عاج الفيلة الميتة ففرح سندباد ثم ذهب إلى ملك الجزيرة وهو يحمل عاج فيل فسأله الملك من أين جلبت هذا العاج فأخبره انه قد وجد كمية كبيرة من العاج ولن يعلمه بمكانها إلا إذا أطلق سراح الربان ومن معه وان يرجع له كل ما أخذه منهم فاستعاد سندباد السفينة واستمر حتى وصل إلى بغداد.

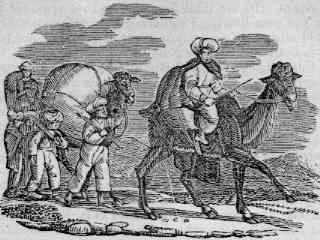
"القافلة" من "رحلة السندباد السابعة والأخيرة."

### الرحلة السابعة (القافلة)
في هذه الرحلة وصل السندباد البحري إلى جزيرة عامرة بالأشجار، زاخرة بالثمار، فيها الماء يجري جداول وأنهاراً، إلى أن وصل إلى مدينة كبيرة، ولكنه كان منهكاً خائر القوى، وقد اجتمع حوله لفيف من الناس، بينهم شيخ طلب أن يصحبه، فسار معه معتمداً على أذرع الرجال مما به من الإعياء. وقضى في ضيافة هذا الشيخ الكريم بضعة أيام، استعاد فيها كامل قوته ونشاطه.
أكرمه الشيخ أبلغ إكرام. وعرف السندباد من بعض أقارب الشيخ أن عنده بنت في سن الزواج، وقد كانت جميلة، فرعاء هيفاء، وكانت وحيدته، فتزوجها، لكن الشيخ ما لبث أن مرض ومات. فحل بعد موت الشيخ في محله، وصار جميع ما يملكه ملك يديه، وولاه التجار مكانه في الرياسة عليهم، فأصبح شيخ تجار المدينة.
بعدها اقترحت زوجة السندباد بأن يبيعوا ما يملكون ويشتروا تجارة ويسافرون إلى بلد السندباد. وفي نهاية القصة يقول السندباد:
| السندباد البحري | ووصلنا البصرة بعون الله ورعايته، فلم أقم بها، بل اكتريت من فوري مركباً أنزلت به أهلي وأحمالي، وسرنا في دجلة حتى وصلنا إلى بغداد، دار السلام. وعشت مع زوجتي وأهلي هانئاً، راضياً مطمئناً، ولم يعد بي شوق إلى السفر والترحال، بعد أن تقدمت بي السن، ووهن مني العظم. وقد وجدت أن الإنسان يستطيع أن يعمل عملاً يرضى به عن نفسه، وينفع أهله ووطنه، من طرق كثيرة، وأبواب شتى، فتفرغت لذلك العمل وكرست له وقتي. وكان عملي هو برّي بالفقراء، ونصرى للمظلومين، وتفريج كربة المكروبين، وتربية اليتامى، ويساعدني على ذلك ما جمعت من مال. | السندباد البحري |